# Sociedade Alemã das Marcas Orientais
A Sociedade Alemã das Marcas Orientais (em alemão, Deutscher Ostmarkenverein ou ainda Verein zur Förderung des Deutschtums in den Ostmarken) foi uma entidade nacionalista radical que existiu entre 1894 e 1934 na Alemanha. Era às vezes chamada de Sociedade Hakata (ou H-K-T) graças às iniciais de seus fundadores von Hansemann, Kennemann e von Tiedemann. Seus principais objetivos eram a promoção da Germanização dos polacos que viviam na Prússia e a destruição da identidade nacional polonesa nas províncias orientais da Alemanha. Ao contrario de várias organizações nacionalistas similares criadas nesse período, a Ostmarkenverein tinha laços relativamente próximos com o governo e as administrações locais, o que a fez altamente exitosa, mesmo com a oposição que mantinha às políticas tanto de buscar um modo vivendi com os polacos, promovida pelo Chanceler Theobald von Bethmann-Hollweg, e as de Leo von Caprivi pelo relaxamento das medidas antipolonesas. Embora de significância limitada e muitas vezes superestimada, a organização formou uma parte notavel da pluralista paisagem antidemocrática na Alemanha da Era Guilhermina.
Inicialmente formada em Posen, em 1896 a sua sede foi transferida para Berlim. Em 1901, a entidade tinha cerca de 21.000 membros, e o número aumentou para 48.000 em 1913, apesar de alguns autores estimarem o número em até 220.000.